# Dorian Gray (balletto)
Dorian Gray è un balletto rock con musiche di Terry Davies, tratto dal romanzo Il ritratto di Dorian Gray di Oscar Wilde. Il balletto debuttò all'Edinburgh International Festival nell'agosto 2008 e riuscì a vendere più di undicimila biglietti, diventando così il balletto di maggior successo della storia del festival. Le coreografie erano curate da Matthew Bourne.

## Differenze con l'opera originale
- L'opera è ambientata ai nostri giorni, nel mondo della moda e Dorian Gray è un modello che posa per una pubblicità di un profumo.
- Il cartellone pubblicitario sostituisce il ritratto del romanzo.
- Il cinico Lady Henry è sostituito da Lady Henrietta, l'attrice Sybil Vane con il ballerino Cyril